# Twardy Dół
Twardy Dół (niem. Hartigstal) – kociewska osada leśna (pierwotnie "Leśniczówka Twardy Dół") w Polsce położona w województwie pomorskim, w powiecie starogardzkim, w gminie Zblewo nad wschodnim brzegiem jeziora Niedackiego, w obrębie "Nadleśnictwa Kaliska". Osada wchodzi w skład sołectwa Borzechowo.
W latach 1975–1998 miejscowość administracyjnie należała do województwa gdańskiego.

## Przyroda
- Torfowisko przejściowe - objęte ochroną rezerwatu "Twardy Dół", o powierzchni 1,46 ha.